# 泰勒·蘭姆
泰勒·蘭德爾·蘭姆（1991年5月16日—）為泰國裔美國男子籃球運動員，司職小前鋒，現效力於B2聯賽熊本沃特斯。

## 早年生活
蘭姆生於美國加利福尼亚州洛杉矶县西科维纳，父親是美國人，母親則是泰國人，自幼由姨母照顧，在家裹都說泰文，8歲後轉隨美裔父親生活。
中學畢業後，蘭姆籃球升讀名校加州大學洛杉磯分校，最初在33場賽事有32場正選，平均取得9.0分與3.6個籃板及2.8個助攻，其後轉到加州州立大學長灘分校，於2015年場均得15.4分，而且在蘭姆不在陣時，球隊成績1勝9負，但有他在陣時就取得14勝8負，期間他獲評價為全美最美的20名球員之一，奈何當大家都以為他能投身NBA時，他卻不認真努力，白費天份，使他在2015年大學畢業後跌進生涯谷底，一度打算放棄籃球。

## 職業生涯
蘭姆獲得在越南比賽的朋友邀請到東南亞打籃球，於是他決定開展職業籃球員的生涯，回歸四歲後便從未踏足的泰國，他在2015年加盟東南亞職業籃球聯賽（ABL）曼谷科技後打出名堂，展現出其卓越的得分能力，為球隊當時的頭號得分手，結果他在球季完結後獲香港職業籃球隊東方青睞。
在2016年11月，蘭姆以亞援身份加盟並隨隊征戰ABL，中文登錄名為「林泰樂」。而其得分效率依舊保持在高水平，在旅程中扮演著極為重要的角色，以場均19分搶得6.2個籃板和交出3.6個助攻的貢獻，協助東方成為常規賽冠軍，同時於季尾協助東方於5場3勝制的總決賽，以場數3–1首度參賽即奪得冠軍，而他則首度榮獲ABL最佳亞援。
2017年1月5日，東方宣佈成功與蘭姆續約，同時他由10號球衣轉穿1號，隨後他在1月18日對台灣寶島夢想家時，達到生涯1000分，結果協助東方以99–79擊敗對手，其後他再在3月29日壓倒前馬來西亞猛龍球員馬菲韋特和隊友史迪赫汀加，成為在ABL單季取得最高得分的亞援球員。
2022年2月23日，T1聯盟台灣啤酒英熊宣布蘭姆加入球隊，中文登錄名為「林泰樂」，以亞洲外籍球員身分出戰T1聯盟。
2024年7月29日，B2聯賽熊本沃特斯宣布與蘭姆簽約，使用亞洲特別配額（Asian special quota）。

## 國家隊生涯
2017年8月，蘭姆首度獲泰國國家男子籃球隊征召參與在馬來西亞舉行的東南亞運動會，並即帶領泰國奪得季軍。

## 外部連結
- Tyler Lamb
- Tyler Lamb （页面存档备份，存于）
- 泰勒·蘭姆在fiba.basketball（英语）
- 泰勒·蘭姆在B聯賽（日语）
- 泰勒·蘭姆在Sports-Reference.com（NCAA）（英语）
- 泰勒·蘭姆在Eurobasket.com（球員）（英语）
- 泰勒·蘭姆在Proballers（英语）
- 泰勒·蘭姆在RealGM（英语）
- 泰勒·蘭姆在Flashscore（英语）